# Rechteroever-Oekraïne

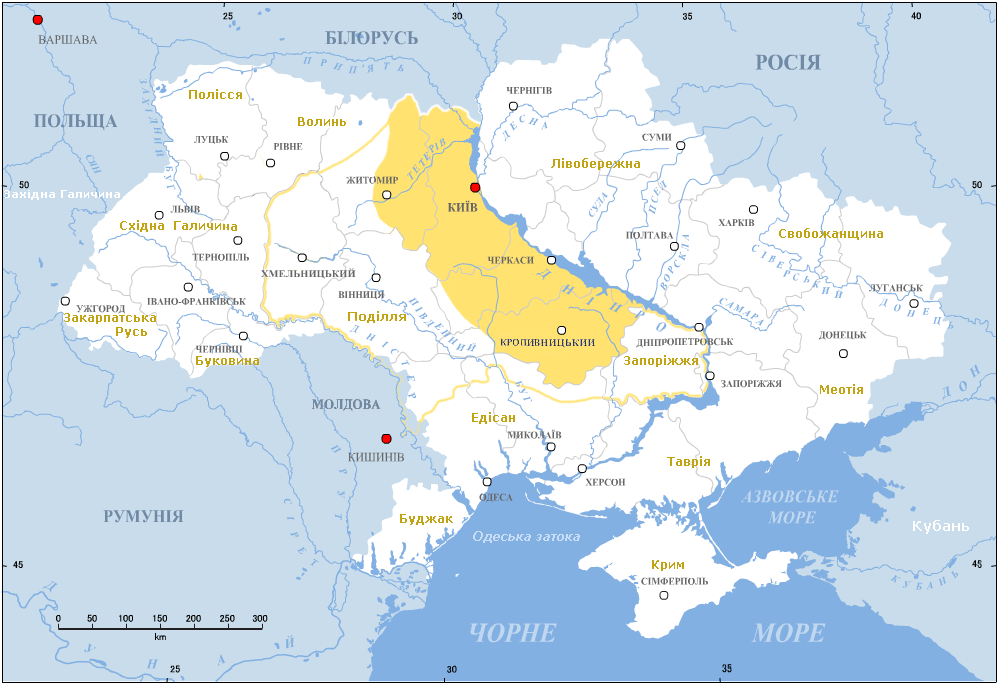
Gebied dat wordt aangeduid als Rechteroever-Oekraïne

Rechteroever-Oekraïne (Oekraïens: Правобережна Україна, Pravoberezjna Oekrajina, Russisch: Правобережная Украина, Pravoberezjnaja Oekraina, Pools: Prawobrzeżna Ukraina) is een historische naam van een deel van Oekraïne op de rechteroever (westelijke oever) van de rivier de Dnjepr, overeenkomend met de huidige oblasten Vinnytsja, Zjytomyr en Kirovohrad en gedeelten van Kiev en Tsjerkasy.
In 1667 werd Linkeroever-Oekraïne onderdeel van Rusland onder het Verdrag van Androesovo, terwijl Rechteroever-Oekraïne (behalve de stad Kiev) onderdeel bleef van het Pools-Litouwse Gemenebest. Vijf jaar later, in 1672, werd Podolië bezet door het Ottomaanse Rijk. Kiev en Bratslav kwamen onder het bestuur van ataman Petro Dorosjenko, tot 1681, toen de Ottomanen ook dit gebied veroverden. Na de christelijke overwinning tijdens het Beleg van Wenen (1683), werden deze gebieden in 1699 onder het Verdrag van Karlowitz teruggegeven aan het Gemenebest. Gedurende de 18e eeuw vonden twee Kozakkenopstanden plaats. In 1793 werd Rechteroever-Oekraïne uiteindelijk geannexeerd door het Russische Rijk bij de Tweede Poolse deling en werd onderdeel van het gouvernement Klein-Rusland.
In de 19e eeuw bestond de bevolking van Rechteroever-Oekraïne vooral uit Oekraïners, maar was het grootste deel van het land in handen van de Poolse of gepoloniseerde landadel. Veel van de steden waren grotendeels joods. Waar de Poolse adel voornamelijk rooms-katholiek was tot aan de jaren 30 van de 19e eeuw, waren de Oekraïense boeren voornamelijk oosters-katholiek. Na de onderdrukking van deze kerk door tsaar Nicolaas I, ging de boerenbevolking voor een groot deel over op het Russisch-orthodoxe geloof. Tegen 1917 was het gebied onderverdeeld in drie provincies met elk haar eigen bestuur: Kiev, Wolynië en Podolië.